# Zollhaus (Leer)

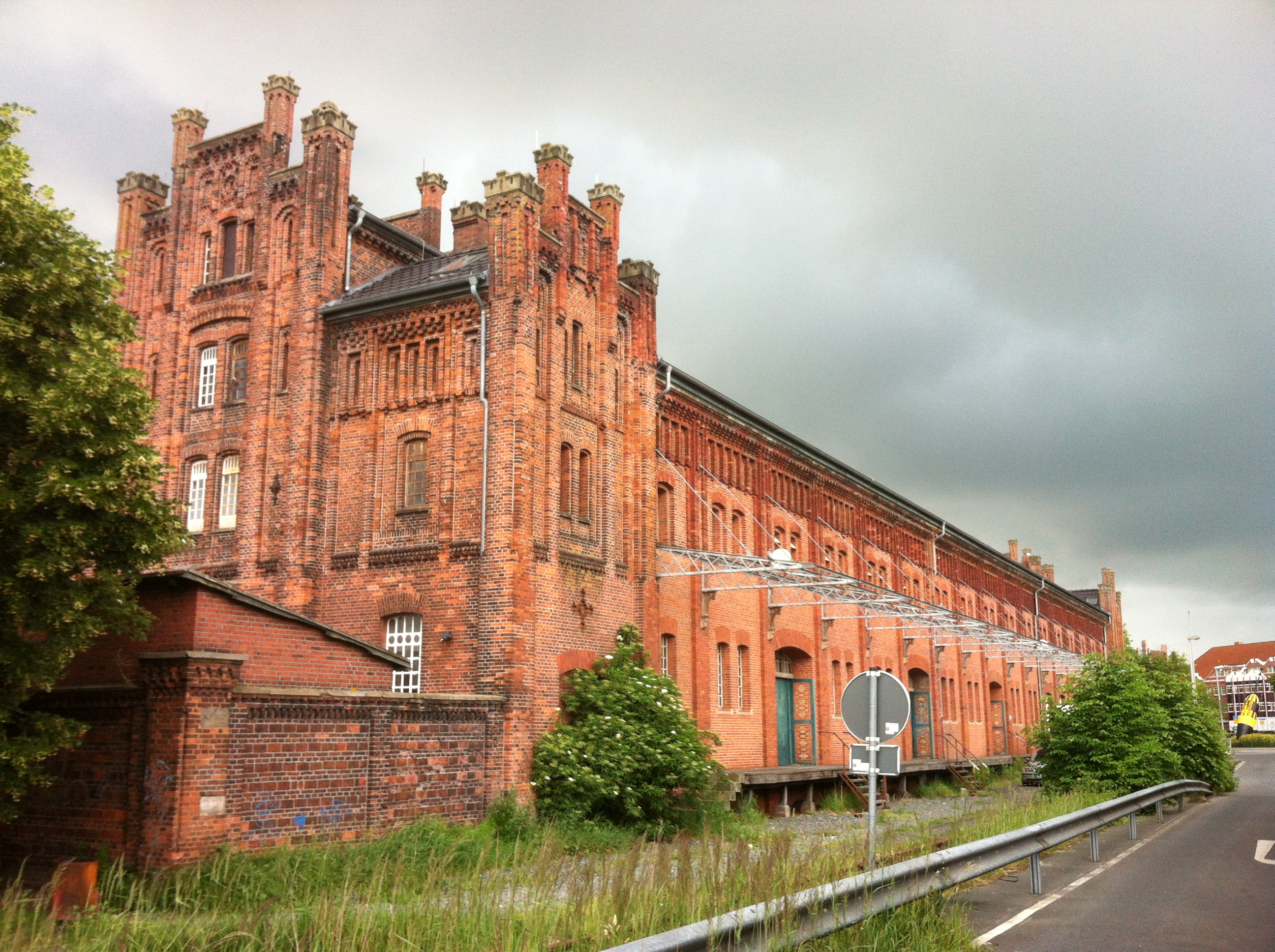
Zollhaus von Südosten aus gesehen

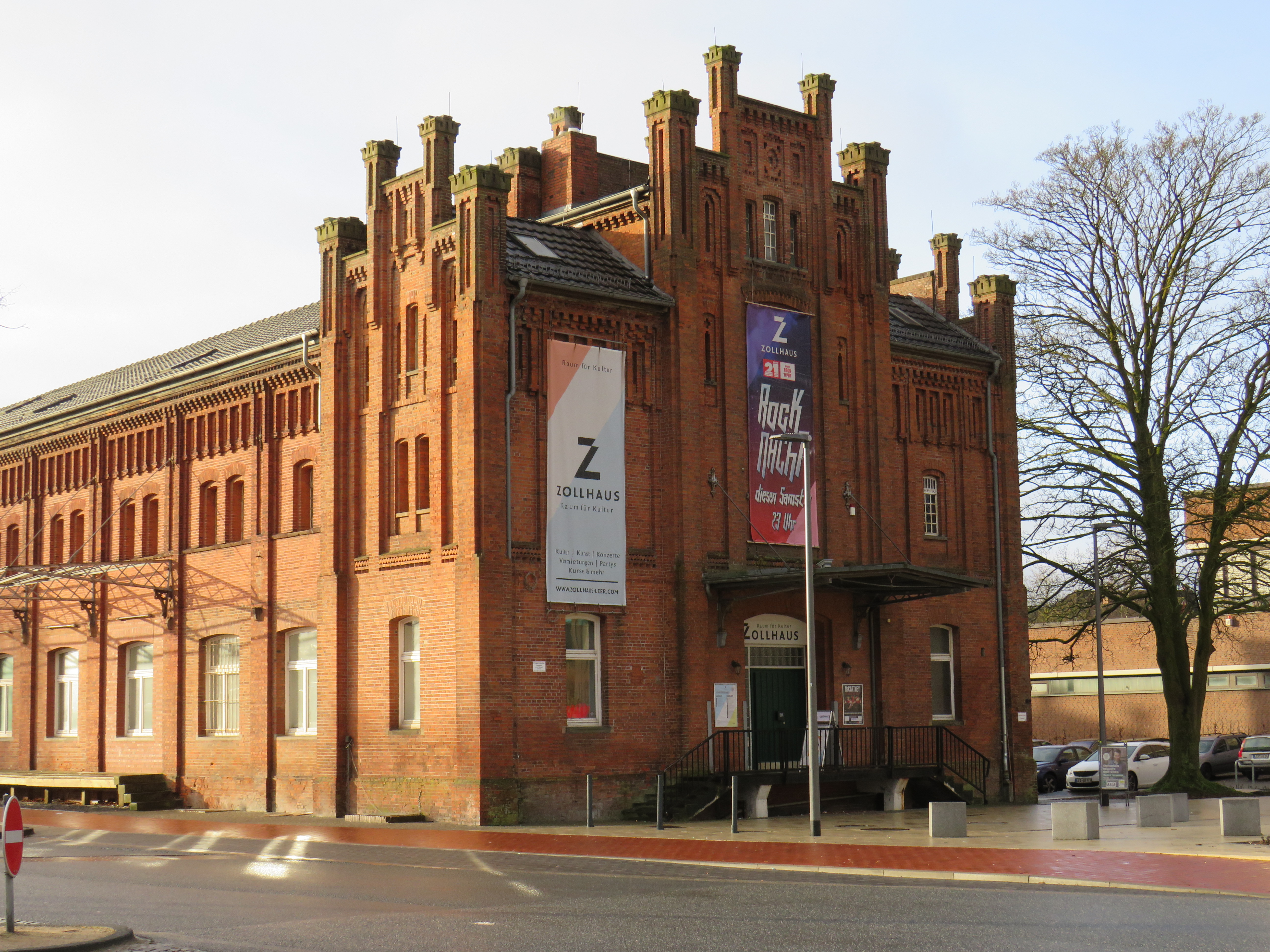
Vorderseite des Zollhauses

Das Zollhaus in der ostfriesischen Stadt Leer (Niedersachsen) wurde 1863 für die Abwicklung des Außenhandels gebaut und ist heute ein Kultur- und Veranstaltungszentrum.

## Lage
Das Zollhaus liegt zwischen dem Bahnhof für den Personenverkehr und dem inzwischen zugeschütteten Georgsdock des Leeraner Hafens. Die Anschrift lautet Bahnhofsring 4.

## Baubeschreibung
Das Backsteingebäude hat eine Länge von 70 Metern und verfügt über vier freitragende Stockwerke. Die alten Gleisanlagen sind weitgehend entfernt worden.

## Nutzung
Das Gebäude diente als Lager, zum Beispiel für Gewürze, Tee, Baustoffe und andere aus Übersee gelieferte Waren. Es diente auch für die Verladung der Güterwagen, insbesondere vom und zum Emder Hafen. In den 1950er Jahren nutzte zunächst die Bundeswehr das Gebäude, im Anschluss wurde hier die Verpackungsabteilung der Olympia-Werke untergebracht. In den 1970er Jahren diente das Gebäude nunmehr wieder nur als Lager, bis die Firma Olympia den Standort in der Stadt aus wirtschaftlichen Gründen aufgeben musste. Nach 15 Jahren Leerstand wurde 1993 zur Erhaltung des inzwischen baufälligen Gebäudes ein Verein gegründet, der nach und nach mit den Sanierungsarbeiten begann und das Gebäude in ein Kultur- und Veranstaltungszentrum umbaute. Zeitweise hatte auch das Studio Leer des Bürgerrundfunksenders Radio Ostfriesland seinen Sitz im Zollhaus.

## Weblink
- Offizielle Website des Zollhausvereins